# 议行合一
议行合一（fusion of powers）原始涵義是「（議會的）立法權與行政權的合一」，亦即民意機關同時也是行政機關，英国及其他实施西敏制的国家中，政府内阁成员必须由议员出任，即立法者也是执政者，议会立法权和行政权统一。
而左翼革命势力建立的政權組織為擁有立法權的議會在最上位，行政機關和司法機關從屬於議會，使得议会成员負責制定法律並執行法律。这也是巴黎公社建立初期的政權組織原則，受苏维埃的影响，共产主义政党执政的国家大多宣称其奉行此种制度，由於實行的國家大多同時實行一黨制，被认为較容易形成集權與專制。中華人民共和國、越南、朝鮮民主主義人民共和國、原来的蘇聯、東歐等國家均被普遍認為實行這種政權組織形式。在一些有军事背景的右翼独裁政治實體中，如中华民国训政时期的国民政府委員會实行议行合一，印度尼西亞的新秩序時期也實行議行合一，人民协商会议由总统蘇哈托控制。

## 基本特徵
其基本特征是：
1. 由人民直接或间接选举的代表机关统一行使国家权力；
2. 国家行政机关和其他国家机关由人民代表机关产生，各自对国家权力机关负责并受其监督[3]。

议行合一被普遍认为是与三权分立体制相对立的一种政治组织架构。

## 设计和起源
“议行合一”的说法最早由中华人民共和国法制奠基者董必武提出，他以此解释“民主集中制”的政治原则。他对此原则的表述为：只要一经人民大会授权，政府就可集中行使一切权力，他没有说明对政府权力范围有任何限制，不仅无三权之分，而且公权和私权也未做区分。
中华人民共和国的大部分法学学者认为“议行合一”起源于巴黎公社，但这类解释均在董必武提出议行合一之后，而董必武并未说明巴黎公社发明了议行合一。中国大陆的法学者对此来源的认识源于中国大陆统一的法学教科书。
通常这种描述为：“通常认为议行合一机制肇始于1871年的巴黎公社，公社废除了资产阶级议会制，建立了公社委员会，实行一切公务人员由人民选举产生并随时可以撤换的制度。公社成为同时兼管立法和行政的工作机构，公社代表不仅组成公社的最高权力机关，通过法令，决定各种重大问题，而且同时以公社行政领导成员的身份，直接担负某一行政部门的实际工作，执行公社的法令和决议。”

### 董必武的說法
董必武在1949年对中央人民政府组织法草案的总纲的说明中解释道：“民主集中制的原则，与三权分立的原则相反...我们的制度是议行合一的，是一切权力集中于人民代表大会的政府。”其日常运作的流程是“国家最高政权机关为全国人民代表大会，各级人民代表大会由人民用普选方法产生之，各级人民代表大会选举各级人民政府，各级人民代表大会闭会期间，各级人民政府为行使各级政权的机关。”
董必武对“与之相反的三权分立原则”解释如下：“旧民主主义的议会制度是资产阶级中当权的一部分人容许另一部分的少数人，所谓反对派，在会议讲台上去说空话，而当权者则紧握着行政权柄，干有利于本身统治的工作。这是剥削阶级在广大人民面前玩弄手腕，分取赃私，干出来一种骗人的民主制度。司法名义上是独立，实质上同样是为当权的阶级服务的……我们不要这一套。”

## 制度特点
“议行合一”的中国原创者说是为了“一切权力集中于人民代表大会的政府”，根据制度架设，已经定义“全民选举”—“人民代表大会”—“政府”这样一个先后授权。
政府在日常政治运作中行使一切权力，全国人民代表大会及其常委会行使立法权。在实际运作中，政府集行政、司法、部分立法权于一体，政府的短期意愿能够被迅速执行。

## 世界各地的議行合一

### 中华人民共和国的人民代表大会制度
《中华人民共和国宪法》对“国家最高政权机关全国人民代表大会”行使职权的相關描述有：
- 国家立法权：“第五十八条 全国人民代表大会和全国人民代表大会常务委员会行使国家立法权。”
- 人事罢免权：“第六十三条 全国人民代表大会有权罢免国家主席、国务院总理、最高人民法院院长等”
- 形成决议流程：“第六十四条 法律和其他议案由全国人民代表大会以全体代表的过半数通过”。
- 议案提出：“第七十二条 全国人民代表大会代表和全国人民代表大会常务委员会组成人员，有权依照法律规定的程序分别提出属于全国人民代表大会和全国人民代表大会常务委员会职权范围内的议案[6]。 ”

人大的议案共有两类：一类是有关机关的议案。在全国人大，主席团、全国人大常委会、全国人大各专门委员会、国务院、中央军委、最高人民法院、最高人民检察院，可以向全国人大提出属于全国人大职权范围内的议案，由主席团决定列入会议议程。在地方人大，地方各级人大举行会议的时候，主席团、人大常委会、人大各专门委员会、本级人民政府，可以向本级人大提出属于本级人大职权范围内的议案，由主席团决定提交人大会议审议，或者并交有关的专门委员会审议，提出报告，再由主席团审议决定提交大会表决。
另一类是人大代表的议案。在全国人大，一个代表团或者三十名以上的代表联名，可以向全国人大提出属于全国人大职权范围内的议案，由主席团决定是否列入会议议程，或者先交有关的专门委员会审议，提出是否列入会议议程的意见，再决定是否列入会议议程，并将主席团通过的关于议案处理意见的报告印发会议。在地方人大，县级以上的地方各级人大代表十人以上联名，乡镇人大代表五人以上联名，可以向本级人大提出属于本级人大职权范围内的议案，由主席团审议决定是否列入大会议程，或者先交有关的专门委员会审议，提出是否列入大会议程的意见，再由主席团决定是否列入大会议程。
人大代表全部为兼职。从各年的实际代表提案来看，他们要提出一个翔实的法律修正立案非常困难，大部分人大代表不懂得行政建议和法律议案的区别，所提议案往往连格式内容都难以符合议案标准，即便有少数符合标准，但在财力、精力、信息获取、专业知识、提名人数召集上也困难重重。

#### 人民代表的提名方式和大会召开方式的限制
对人民代表产生的限制和控制：1、选区划分法；2、候选人名单筛选法。即是通过对选区划分的控制、候选人名单的控制，可以弱化人民代表大会的自主意识，防止同利益诉求联盟的形成。这也是前苏联一直采用的控制法。
- 人民代表提名方式：根据《选举法》和《地方组织法》，人大代表的三种提名方式(政党提名、人民团体提名、10名以上代表联合提名)从法律角度讲无疑是并驾齐驱和效力同等的，但是从现实情况看，政党提名绝对占优，人民团体提名次之，10名以上代表联合提名很大程度是视情况需要而往往流于形式。从操作层面上看，目前很大程度上是由于政治需要在对待和处理代表联合提名事项，加之法律本身就对代表联合提名有严格限制，导致代表联合提名的候选人寥寥无几，甚至因纯技术操作而出现被联合提名人连自己都不知情的怪现象[8]。另外，各级人大常委会对于各类社会成员提名人大代表设置均衡比例，造成人大代表来源相当分散。

- 人大会召开方式：若无特殊情况每年三月召开，为期9－10天。全国代表人数3000人左右，分成不同小组讨论议题。众多来源分散的人民代表大会难以形成推进立法的合力，中国民间社会组织数量极少，名义上的社会团体也均置于党政机关领导和监督之下，代表的提案往往是他个人对周边社会环境的一些看法，卓有成效的法律修正案很少被提出，否决政府立法提案的次数也非常少。

### 其他地区的议行合一

#### 朝鲜最高人民会议
朝鲜民主主义人民共和国宪法规定，最高人民会议为国家的最高权力机构。最高人民会议每年召开一至两次，每次会期只有几天，是开议时间最短的议会之一。会议通常经过任何讨论及修改，有条件通过政府的各项提案。会议休会期间，由其常任委员会代行职能。如需额外召开最高人民会议，可由常任委员会提出，或由三分之一以上会议代表提出。
最高人民会议拥有立法权，并负责选举朝鲜国务委员会、最高人民会议常任委员会和政府内阁。最高人民会议还负责审查内阁关于国民经济发展问题和国家财政预算和决算的报告。
由于朝鲜是一个一党执政的国家，最高人民会议的所有代表候选人均由执政党朝鲜劳动党挑选。

#### 古巴全国人民政权代表大会
古巴的全国人民政权代表大会是古巴的最高国家权力机关，下设国务委员会，是大会休会期间的常设机构，由全国人民政权代表大会选举产生，在大会休会期间代表其行使国家权力，其中古巴国务委员会主席为国家元首。根据古巴宪法，“部长会议是最高执行和管理机关，是共和国的政府”。虽然古巴宪法并未明文规定部长会议由全国人民政权代表大会或国务委员会选举产生，但从卡斯特罗开始，一般情况下，国务委员会主席还兼任古巴部长会议主席，这个职务相当于其他国家的总理。随着古巴共和国宪法修正案 (2018年)的通过，全国人民政权代表大会选举产生的国家元首为古巴共和国主席；政府首脑为古巴共和国总理，两者职权不再重叠为同一个人。

#### 葡属澳门市政議會
葡属澳门的“市政議會”議員由選舉產生，各議員又分任各“市政委員會”成員，市議員集決策與執行權於一身。

#### 巴布达理事会
巴布达理事会是巴布达的地方当局，实行议行合一。